# Cyanogomphus pumilus
Cyanogomphus pumilus är en trollsländeart som beskrevs av Belle 1986. Cyanogomphus pumilus ingår i släktet Cyanogomphus och familjen flodtrollsländor. Inga underarter finns listade i Catalogue of Life.